# 维亚拉斯
维亚拉斯（法語：Vialas，法語發音：[vjalas]）是法国洛泽尔省的一个市镇，位于该省东南部，和加尔省接壤，属于弗洛拉克区。

## 地名
该地名“Vialas”发音为[vjalas]，末尾字母“s”发音，《世界地名翻译大辞典》与《世界地名译名词典》将其误译作“维亚拉”。

## 地理
维亚拉斯（44°20'1"N, 3°53'45"E）面积49.77 平方千米，位于法国奧克西塔尼大區洛泽尔省，该省份为法国南部内陆省份，北起上盧瓦爾省和康塔爾省，西接阿韦龙省，南至加尔省，东临阿尔代什省。
与维亚拉斯接壤的市镇（或旧市镇、城区）包括：孔库勒、热诺拉克、尚博里戈、蓬德蒙韦尔-叙德蒙洛泽尔、旺塔隆昂塞文。
维亚拉斯的时区为UTC+01:00、UTC+02:00（夏令时）。

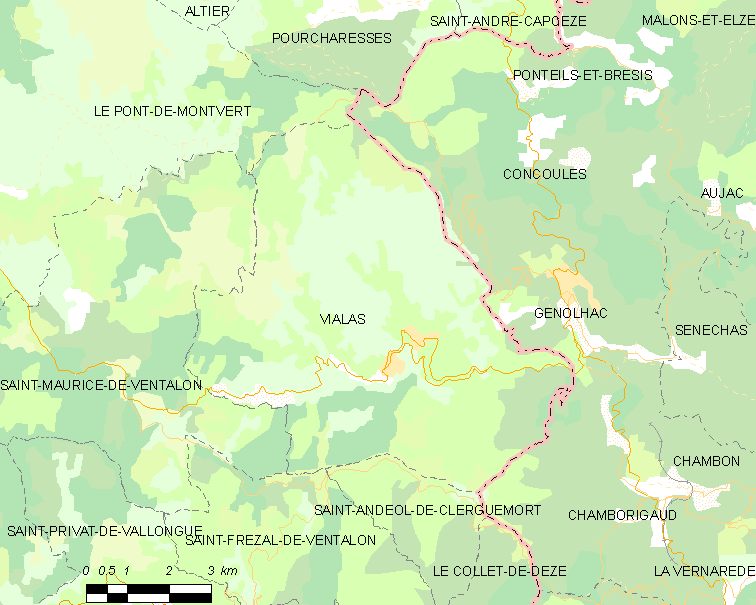
维亚拉斯的OSM定位图

## 行政
维亚拉斯的邮政编码为48220，INSEE市镇编码为48194。

## 政治
维亚拉斯所属的省级选区为圣艾蒂安-迪瓦尔多内县。

## 交通
洛泽尔省省道D37线和D998线在境内平行过境。

## 人口

1962-2008年间维亚拉斯人口变化图示

维亚拉斯于2022年1月1日时的人口数量为447人。